# شهرستان سنت لوسی (فلوریدا)
شهرستان سنت لوسی، فلوریدا (به انگلیسی: St. Lucie County, Florida) یک سکونتگاه مسکونی در ایالات متحده آمریکا است که در فلوریدا واقع شده‌است.

## خصوصیات
شهرستان سنت لوسی ۱٬۷۸۱٫۹۲ کیلومترمربع مساحت دارد.